# 巴拉圭簽證政策
任何入境巴拉圭的外國公民必須獲得簽證，除有資格豁免簽證的國家的公民外。巴拉圭簽證由外交部及其駐外使領館簽發，意在規範和便利的移民的流動。

## 分布地圖

巴拉圭
免签证
落地签证
需要签证

## 免簽證
下列國家和地區的公民只需持有有效護照，即可免簽證入境巴拉圭，並停留達90天。 
- 欧盟/歐洲經濟區
- 安道尔
- 阿根廷1
- 玻利维亚1
- 巴西1
- 智利1
- 哥伦比亚1
- 1
- 薩爾瓦多
- 以色列
- 日本
- 墨西哥
- 尼加拉瓜
- 巴拿马
- 秘魯1
- 新加坡
- 南非
- 臺灣
- 土耳其
- 乌克兰
- 乌拉圭1
- 梵蒂冈
- 委內瑞拉1

1 – 亦可憑身份證入境

## 落地簽證
下列國家的公民進入巴拉圭時，可獲得90天落地簽證，僅限從西爾維奧·佩蒂羅西國際機場入境。入境時需支付互惠費。若不符合上述條件，則必須事先辦理簽證。
- （135.00美元）
- 加拿大（150.00美元）
- 新西兰（140.00美元）
- 俄羅斯（160.00美元）
- 美国（160.00美元）

## 外部連結
- 巴拉圭外交部（西班牙文）
- 巴拉圭簽證信息 （页面存档备份，存于）（西班牙文）
- 巴拉圭落地簽證（西班牙文）（英文）